# Louise Tobin
Louise Tobin (* 11. November 1918 in Aubrey, Texas; † 26. November 2022 in Carrollton, Texas) war eine US-amerikanische Jazzsängerin.
Louise Tobin, viertjüngste von 11 Geschwistern, war ein aufstrebender Star der Swing-Ära. 1932 gewann sie einen Talentwettbewerb im Radio in Dallas und wurde als Sängerin im Orchester von Benny Goodman bekannt. Sie heiratete den Jazztrompeter und Bandleader Harry James und kümmerte sich um die beiden Söhne Harry Jr. und Tim. Nach der Scheidung des Paares im Jahr 1943 widmete sie sich in den nächsten 20 Jahren ganz der Erziehung der beiden Kinder. Erst ein spontaner Auftritt in einem Nachtclub in New Orleans in den späten 1950er Jahren brachte ihre Karriere wieder in Schwung. Sie trat mit der Band von Peanuts Hucko auf, einem Klarinettisten und Bandleader. Die beiden wurden ein Paar und heirateten 1967. Die nächsten Jahrzehnte verbrachten beide damit, die Welt zu bereisen und Musik zu machen.
Louise Tobin starb am 26. November 2022 im Alter von 104 Jahren im Haus einer Enkelin in Carrollton, Texas.

## Bandmitglied
- 1934: Interstate Theater Circuit, Dallas
- 1935: Art Hicks Band, Dallas und Arlington, Texas
- 1937: Ben Pollack–Band
- 1938: Bobby Hackett–Band, Jack Jenney–Band, New York City
- 1939: Will Bradley – Ray McKinley, Harry James–Band, New York City und Massachusetts
- 1939: Benny Goodman–Band, New York City und on tour
- 1945: Ziggy Elman–Band, Los Angeles
- 1974: Glenn Miller–Band
- 1962–1998: Peanuts Hucko